# Hoffmannseggia pueblana
Hoffmannseggia pueblana là một loài thực vật có hoa trong họ Đậu. Loài này được (Britton) Standl. miêu tả khoa học đầu tiên năm 1936.